# 博纳克拉科特
博纳克拉科特（法語：Bonnac-la-Côte，法語發音：[bɔnak la kot]）是法国新阿基坦大区上维埃纳省的一个市镇，位于该省中部偏南，属于利摩日区。

## 地理
博纳克拉科特（45°56'29"N, 1°17'5"E）面积26.06 平方千米，位于法国新阿基坦大区上维埃纳省，该省份为法国中西部省份，北起顺时针与安德尔省、克勒兹省、科雷兹省、多爾多涅省、夏朗德省和维埃纳省接壤。
与博纳克拉科特接壤的市镇（或旧市镇、城区）包括：孔普雷尼亚克、昂巴扎克、沙普特拉、利摩日、里亚克朗孔、圣茹旺、圣西尔韦斯特。

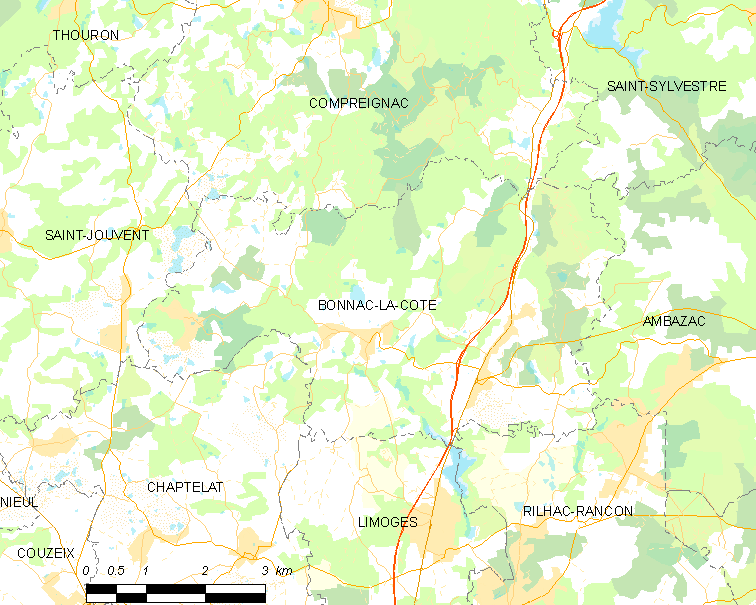
博纳克拉科特的OSM定位图

博纳克拉科特的时区为UTC+01:00、UTC+02:00（夏令时）。

## 行政
博纳克拉科特的邮政编码为87270，INSEE市镇编码为87020。

## 政治
博纳克拉科特所属的省级选区为昂巴扎克县。

## 人口

1962-2008年间博纳克拉科特人口变化图示

博纳克拉科特于2022年1月1日时的人口数量为1644人。